# Баркијарук
Баркијарук, Беркијарук (перс. برکیارق) или пуним именом Абу ал-Музафар Рукн ал-Дин Баркијарук ибн Малик шах (перс. ابو المظفر رکن الدین برکیارق بن ملکشاه; Исфахан, око 1080 — Боруџерд, 1105) био је султан Селџука (1094—1105). Током његове владавине одиграо се Први крсташки рат којим је Селџучко царство изгубило бројне поседе на Леванту. Како његова владавина није допринела да се држава стабилизује и поврати изгубљене територије, Баркијарук је често од стране својих противника био оптуживан за незрелост и неискуство.

## Борба за власт
Баркијарук је био син селџучког султана Малик шаха I и Зубајде Хатун. Зубајда Хатун је такође потицала из Селџучке династије, била је Малик шахова сестра од стрица. Баркијаруково име значи непоколебљива светлост.
Смрт Баркијарукове старије полубраће Давуда (1082) и Ахмеда (1088) отворила је питање султановог наследника. Њихова мајка Туркан Хатун залагала да престо наследи њен тек рођени син Махмуд, док су везир Низам ал-Мулк и већина селџучке војске подржавали права Баркијарука као најстаријег наследника. Не бирајући средства, Туркан Хатун се удружила са великодостојником Таџ ал-Мулком како би покушала да збаци Низам ал-Мулка са положаја везира. Таџ је чак оптужио Низама за корупцију султану, али без резултата. Махмудови изгледи су се знатно побољшали после Низам ал-Мулковог убиства 14. октобра 1092. године, тако да је он после Малик шахове смрти 19. новембра 1092. године и постао султан.
Баркијарук и његове бројне присталице, међу којима су се нарочито истицали синови Низам ал-Мулка, од почетка нису прихватили Махмудово именовање и повели су жестоку борбу против новог султана. Друга Баркијарукова браћа, Мухамед Тапар и Ахмед Санџар, такође су истакли своје претензије. Њихов стриц Тутуш, који је управљао Дамаском и имао врховну власт над Антиохијом, исто је одбио да призна новог султана, па је кренуо према истоку у намери да истакне своје властите претензије. Баркијарукове снаге су победиле Махмудовог војсковођу Кербугу. Године 1093. Махмудов везир Таџ ал-Мулк је био убијен од стране џилмана породице Низама ал-Мулка. Негде у исто време умро је стари багдадски калиф, а његов наследник је за султана признавао Баркијарука, уместо Махмуда. У јесен 1094. Махмуд и његова мајка су умрли, могуће убијени, а Баркијарук је и званично постао султан.

## Владавина

### Привремена консолидација
Како је Баркијарук дошао на престо са око четрнаест година, већина власти налазила се у рукама породице Низам ал-Мулка, чији су га синови Муајид ал-Мулк, Фахр ал-Мулк и Из ал-Мулк редом служили као везири. Нова власт је преузела проблеме са којима се суочавала претходна. Широм Селџучког царства избијали су устанци сељака, док је египатски Фатимидски калифат настојао да стави под своју контролу Сирију и Палестину. Међутим, да би стечену власт задржао, Баркијарук је првенствено морао да се избори са претендентима.
Најнепосреднија опасност долазила је од Тутуша, који је 1094. године освојио Алеп. Његова војска је почетком 1095. године упала у Персију, али је био поражен и погубљен. Тутушеви синови Дукак и Ридван ступили су у међусобну борбу, па нису представљали опасност по власт новог султана. Баркијарук се потом окренуо обнављању нарушене власти Селџучког царства над Хорасаном. Ова област му се после дужих борби барем формално покорила 1097. године и у њој је за вазалног владара поставо Ахмеда Санџара. У исто време, дао је већи степен аутономије Хорезму из кога ће се касније развити Хорезмијска империја.

### Прилике на Леванту

#### Први крсташки рат
У јесен 1097. војска западноевропских витезова у склопу Првог крсташког рата стигла је на западне границе Селџучког царства и опсела Антиохију. Градски намесник Јаџи Сијан, а затим и Дукак, емир Дамаска, били су поражени у борбама са њима. Почетком 1098. године мања крсташка војска на челу са Балдуином Бујонским продрла је на исток до Едесе и, уз помоћ Јермена, протерала селџучки гарнизон из ње, оснивајући прву крсташку државу. Баркијарук је против крсташа послао велику војску на челу са Кербугом, који је био прешао на његову страну и од 1096. године био атабег Мосула. Пошто су му се продружили Ридван од Алепа и Дукак, Кербуга је покушао да преотме стратешки важну Едесу. На овај подухват је потрошио три недеље и до Антиохије је стигао касно, тек почетком јуна, пошто је град пао уз страшни покољ над муслиманима. Атабег је затим опсео Антиохију, али, услед сукоба међу самим селџучким вођама, крсташи су му 28. јуна нанели тежак пораз. Тако је настала крсташка кнежевина Антиохија.
Фатимидски везир Ал-Афдал Шаханшах претпоставио је да су крсташи само плаћеници Византије и понудио им поделу селџучких територија на Леванту, при чему би хришћани добили Сирију, а Фатимиди Палестину. Када је открио да је циљ њиховог похода Јерусалим, везир је опколио град гађајући га четрдесет дана из четрдесетак катапулта, све док управници града Ил Гази и Сокман нису побегли у Ирак. Године 1099. локални селџучки господари покушали су да поврате Јерусалим, али без успеха. У међувремену, крсташка војска је наступала низ обалу, не обазирући се на турске посаде у градовима. Сами турски локални господари нису пружали већи отпор непријатељу, подредивши сваки облик исламске солидарности међусобном супарништву. Дана 3. јуна 1099. године крсташи су освојили Рамлу, а затим опсели Јерусалим.

#### Даље борбе са крсташима
Крсташко освајање Јерусалима уз покољ над муслиманима, у јулу 1099. године, изненађујуће нису изазвали већу реакцију исламског света, који је био озбиљно међусобно подељен. Само је неколико проповедника позвало на џихад. Услед расула у Селџучком царству, сам Баркијарук није реаговао. Борба са крсташима препуштена је селџучким вазалима на Леванту, који су се борили да би одбранили своје поседе. Како је султан предузимао премало да би их заштитио, његов ауторитет у западним територијама Селџучког царства нагло је опао и његови вазали у Сирији све више почињу отворено да му пркосе.
Локални турски владари су стално нападали крсташке државе на Леванту, нарочито грофовију Едесу. У другој половини 1100. године, Балдуин Бујонски је победио Дукака код Бејрута, а потом је поразио низ турских заседа на путу ка Јерусалиму. У наредним годинама уследила је офанзива хришћана и њихово освајање палестинске обале од Цезареје до Акре и Бејрута, чиме су и ове територије изашле из оквира Селџучког царства. Године 1104. крсташка војска је код Харана претрпела тежак пораз од стране Сокмена и новог атабега Мосула, при чему је кнежевина Антиохија била озбиљно угрожена.

### Рат са Тапаром
Још током 1095. везир Муајид ал-Мулк, најспособнији син Низам ал-Мулка, у многоме заслужан за султанову победу над Тутушем, дошао је у сукоб са Фахр ал-Мулком и мајком султанијом и био је смењен. Он је убрзо ступио у службу код Мухамеда Тапара, који је још од 1093. године владао под султановим сизеренством у Ганџи у Азербејџану. Подстакнут од Муајида, Тапар је истакао своје претензије на престо 1098. или 1099. године. Баркијарук никако није могао да савлада ову побуну. Његова власт константно је слабила и његове присталице прелазиле су на страну непријатеља. Побуњеници су освојили Рај, док је и сам Багдад више пута прелазио из руке у руку. Године 1101. султанове снаге су однеле победу у бици код Хамадана, заробивши Муајида, који је био затим лично погубљен од стране Баркијарука. Међутим, убрзо се Ахмед Санџар прикључио побуни, подстакнут од Фахр ал-Мулка, који је био прешао у његову службу. Баркијарук је против њега послао своје вазале Караканиде, али су они 1102. године тешко поражени код Термеза.

## Смрт
Исцрпљен ратом, Баркијарук се 1104. године измирио са Тапаром и с њим поделио власт над Царством. По споразуму, под Баркијаруковом влашћу је остала средња Месопотамија са Багдадом и већина Персије укључујући и Исфахан, Тапар завладао остатком царства, док је Санџар владао Хорасаном као његов намесник. Баркијарук је умро 1105. године у Боруџерду од туберкулозе и наследио га је син Малик шах II. Мађутим, њега је Тапар убрзо збацио и погубио, поново формално ујединивши Селџучко царство.

## Породично стабло
|  |                                 |  |  |  |  |  |  |  |  |  |  |  |  |  |  |  |
|  | 16. Микаил ибн Селџук           |  |  |  |  |  |  |  |  |  |  |  |  |  |  |  |
|  |                                 |  |  |  |  |  |  |  |  |  |  |  |  |  |  |  |
|  |                                 |  |  |  |  |  |  |  |  |  |  |  |  |  |  |  |
|  | 8. Чагри-бег                    |  |  |  |  |  |  |  |  |  |  |  |  |  |  |  |
|  |                                 |  |  |  |  |  |  |  |  |  |  |  |  |  |  |  |
|  |                                 |  |  |  |  |  |  |  |  |  |  |  |  |  |  |  |
|  | 4. Алп Арслан, селџучки султан  |  |  |  |  |  |  |  |  |  |  |  |  |  |  |  |
|  |                                 |  |  |  |  |  |  |  |  |  |  |  |  |  |  |  |
|  |                                 |  |  |  |  |  |  |  |  |  |  |  |  |  |  |  |
|  | 9. Фарух Хатун (?)              |  |  |  |  |  |  |  |  |  |  |  |  |  |  |  |
|  |                                 |  |  |  |  |  |  |  |  |  |  |  |  |  |  |  |
|  |                                 |  |  |  |  |  |  |  |  |  |  |  |  |  |  |  |
|  | 2. Малик шах I, селџучки султан |  |  |  |  |  |  |  |  |  |  |  |  |  |  |  |
|  |                                 |  |  |  |  |  |  |  |  |  |  |  |  |  |  |  |
|  |                                 |  |  |  |  |  |  |  |  |  |  |  |  |  |  |  |
|  | 1. Баркијарук                   |  |  |  |  |  |  |  |  |  |  |  |  |  |  |  |
|  |                                 |  |  |  |  |  |  |  |  |  |  |  |  |  |  |  |
|  |                                 |  |  |  |  |  |  |  |  |  |  |  |  |  |  |  |
|  | 24. Микаил ибн Селџук           |  |  |  |  |  |  |  |  |  |  |  |  |  |  |  |
|  |                                 |  |  |  |  |  |  |  |  |  |  |  |  |  |  |  |
|  |                                 |  |  |  |  |  |  |  |  |  |  |  |  |  |  |  |
|  | 12. Чагри-бег                   |  |  |  |  |  |  |  |  |  |  |  |  |  |  |  |
|  |                                 |  |  |  |  |  |  |  |  |  |  |  |  |  |  |  |
|  |                                 |  |  |  |  |  |  |  |  |  |  |  |  |  |  |  |
|  | 6. Јакути                       |  |  |  |  |  |  |  |  |  |  |  |  |  |  |  |
|  |                                 |  |  |  |  |  |  |  |  |  |  |  |  |  |  |  |
|  |                                 |  |  |  |  |  |  |  |  |  |  |  |  |  |  |  |
|  | 13. Фарух Хатун (?)             |  |  |  |  |  |  |  |  |  |  |  |  |  |  |  |
|  |                                 |  |  |  |  |  |  |  |  |  |  |  |  |  |  |  |
|  |                                 |  |  |  |  |  |  |  |  |  |  |  |  |  |  |  |
|  | 3. Зубајда Хатун                |  |  |  |  |  |  |  |  |  |  |  |  |  |  |  |
|  |                                 |  |  |  |  |  |  |  |  |  |  |  |  |  |  |  |
|  |                                 |  |  |  |  |  |  |  |  |  |  |  |  |  |  |  |